# Sougé-le-Ganelon

Sougé-le-Ganelon este o comună în departamentul Sarthe, Franța. În 2009 avea o populație de 925 de locuitori.